# 송은혜 (배우)
송은혜(1992년 12월 6일 ~ )는 대한민국의 배우이다. 육남매의 말순 역으로 특별 출연하여 화제가 되었다.

## 출연 작품

### 드라마
- MBC 시트콤 남자 셋 여자 셋 (1997년)
- MBC 드라마 신데렐라 (1997년)
- MBC 드라마 육남매 (말순이 역, 1998년)
- MBC 시트콤 아니 벌써 (1998년)
- KBS 드라마 광끼 (1999년)
- MBC 시트콤 점프 (1999년)

### 예능
- MBC 뽀뽀뽀